# Władysław Dulęba
Władysław Dulęba (1851 Krakov – 17. června 1930 Kosów poblíž Lvova) byl polský politik z Haliče, před rokem 1918 aktivní v rakousko-uherské, respektive předlitavské politice, v letech 1909–1911 ministr pro haličské záležitosti.

## Biografie
Působil jako poslanec Říšské rady (celostátní zákonodárný sbor). Byl do ní zvolen ve volbách roku 1897. Reprezentoval městskou kurii, obvod Lvov. Setrval zde do konce funkčního období sněmovny, tedy do roku 1901. Brzy poté se ale do vídeňského parlamentu vrátil. Nastoupil do něj 16. května 1902 místo Ludwika Ćwiklińského. Poslanecký post obhájil i ve volbách roku 1907 (nyní za obvod Halič 29). Na Říšské radě zasedal do konce funkčního období sněmovny, tedy do roku 1911. V letech 1902–1908 zastával v parlamentu post místopředsedy poslanecké frakce Polský klub na Říšské radě. Byl i poslancem haličského zemského sněmu. Později zasedal v Panské sněmovně (jmenovaná horní komora Říšské rady). Byl členem strany Polskie Stronnictwo Demokratyczne.
Za vlády Richarda Bienertha se dodatečně stal ministrem pro haličské záležitosti. Funkci zastával v období 3. března 1909 – 9. ledna 1911.